# Elaine Simpson
Elaine Mary Simpson (2 de febrero de 1875-después de 1930) fue una iniciada de la esotérica Orden Hermética de la Aurora Dorada, que ayudó a Aleister Crowley en su fracasado intento de hacerse con el control del grupo, por lo que ella y su madre fueron expulsadas.

## Biografía temprana
Nació probablemente en Kasauli, en las estribaciones del Himalaya, donde servía su padre el reverendo William Simpson; su madre, Alice Isabel, era hija de Sir John Hall. Su hermana Alice Beatrice también nació allí en 1877 pero al poco el padre fue trasladado a Roorkee, en las llanuras de la India. Cuando ella tenía cuatro años, el reverendo regresó a Inglaterra y allí nacería su tercer y último hijo, William Arthur John en 1886.<ref name=simpson> En 1888 el reverendo se convirtió en vicario en Baillieston, al este de Glasgow. Elaine y su hermana Beatrice estudiaron en el Cheltenham Ladies College, un colegio de señoritas cuya directora era conocida por elevar los estándares educativos de las jóvenes de clase media. El reverendo murió hacia 1895 y su viuda, hijos y suegra se trasladaron a Londres.

## Golden Dawn y Aleister Crowley
Su madre ingresó en la Orden en 1895 e, interesada por los libros y folletos que traía para estudiar, ella también lo hizo el 1 de enero de 1897. Eligió como su lema Donorum dei dispensatio fidelis. Ambas estaban deseosas de alcanzar la etapa de iniciación en la Orden más interna, pudiendo así participar en los rituales y la magia práctica, además de la teórica. Elaine le ganó a su madre por unos meses, siendo iniciada en marzo de 1899. Poco después, su hermana Beatrice también ingresó en la Orden.
Aleister Crowley ingresó después de Elaine, pero asistía poco a las reuniones y no se conocieron personalmente hasta 1899. Estaba muy interesado en la alquimia, pero pocos miembros de la Orden tenían conocimientos de ese tipo. Elaine y Aleister se sintieron atraídos el uno por el otro, pero no llegaron a convertirse en amantes, algo poco habitual en él. En sus escritos sobre esta época, se refiere a ella como fidelis (una abreviatura de su lema) y una joven de "perfecta pureza". Los miembros superiores habían votado en contra de la iniciación de Crowley, debido a los rumores de que practicaba magia sexual (conocida pero mal vista en las órdenes esotéricas occidentales de la época) y negra. La Orden practicaba magia blanca y ritual. Crowley hizo partícipe de su plan a Elaine, y ella aceptó ayudarle a cambio de un alto rango en la nueva Orden.
El lunes 16 de abril de 1899 entraron en la sede de la Orden en 36 Blythe Road y cambiaron las cerraduras de las partes internas, a las que pudo acceder guiado por ella. Crowley vestía traje escocés con kilt y daga al cinto, un gran crucifijo en el pecho y una máscara negra, pero fue reconocido de inmediato. Al día siguiente envió telegramas a todos los miembros para que pasaran a jurarle lealtad en casa de Elaine. Los más veteranos no se amilanaron y Yeats y Edmund Hunter le amenazaron con acciones legales. Crowley abandonó la Orden y se marchó a practicar montañismo en México y Elaine y su madre fueron expulsadas.
El 12 de junio de 1900 Elaine se casó en Paddington con Paul Ignatz Witkowski (Paul Harry desde su matrimonio), nacido en Berlín, once años mayor que ella y alto cargo en una compañía aseguradora. Era judío, pero se convirtió al cristianismo para casarse con ella. Fue designado a la oficina de Hong Kong y allí Elaine dio a luz a su hija Georgiana un año después.

## Reencuentro
Crowley se carteó con ella y le propuso reunirse astralmente. Según él, fue difícil porque estaba en constante movimiento por México, California y Hawái. De allí se embarcó para Hong Kong en junio de 1901 y de sus diarios se desprende que le sorprendió encontrarla convertida en una dama casada y embarazada. Siempre pendiente de sí mismo y no de los demás, se tomó a mal que no pudiera hablar con él cuando quería; escribió :"No hay esperanza aquí, entonces. Bien, ¡Qué así sea! Se cortó el cordón umbilical; yo era un ser independiente". A los pocos días partió hacia Ceilán para reunirse con otro exmiembro de la Golden Dawn, Allan Bennett, quien le introducirá en el yoga. En 1902, Witkowski fue asignado a la sede en Shanghái.
Según Crowley, él y Elaine reanudaron el contacto astral en el otoño de 1904, discutiendo sobre la Gran Obra, acordando que resultaría en "la creación de un nuevo universo". Recorriendo el sur de China con su familia, Crowley envió a su esposa e hija de regreso a Europa y él subió hasta Shanghái para visitar a Elaine. Habían cambiado mucho. Él también se había casado y sido padre, continuaba progresando en su conocimiento mágico y había obtenido la revelación de El Libro de la Ley. Según los escritos del mago, ella se había convertido en una esposa típica de funcionario de las colonias, dedicada a la administración del hogar, el cuidado de su hija e hijo nacido en 1904, y la organización y asistencia a recepciones, bailes, tés y demás eventos sociales. Incluso había ganado un concurso en una fiesta de disfraces acudiendo con su viejo traje y emblemas de adepta de la Orden. A su llegada el 6 de abril de 1906, aceptó recibirle y ayudarle a contactar de nuevo con Aiwass, pero al día siguiente enfermó. El 9 de abril él se mudó a su casa e iniciaron invocaciones intermitentes. El 21 de abril, Crowley la convenció de realizar magia sexual. Al día siguiente partió hacia Japón, de regreso hacia Europa. Prefirió que sus sentimientos hacia Elaine permanecieran platónicos y ambos optaron por mantener sus vidas conyugales. Crowley dedicó su poema Ad Fidelem Infidelem a "Elaine W.".

## Vida posterior
Paul Witkowski murió el 7 de septiembre de 1907 a los 42 años, durante una visita en Alemania. En 1909 Elaine se casó con Karl Julius Emil Wölker (nacido en 1870), funcionario del servicio postal alemán, y residieron en Hamburgo. Su último contacto con el ocultista data de 1928, cuando ella escribió a Crowley invitándolo a visitarla en Franckfurt. Él le contestó, pero parece que no acudió.